# Before He Cheats
«Before He Cheats» (англ. Перш ніж він обдурить) — четвертий сингл дебютного студійного альбому американської кантрі-співачки Керрі Андервуд — «Some Hearts». В США пісня вийшла 19 серпня 2006. Пісня написана Джошем Кером та Крісом Томпкінсом; спродюсована Марком Брайтом. Музичне відео зрежисерував Роман Вайт. Сингл отримав 5 платинових сертифікацій від американської компанії RIAA та одну від канадської Music Canada.

## Список пісень
| #  | Назва              | Тривалість |
| -- | ------------------ | ---------- |
| 1. | «Before He Cheats» | 3:19       |

## Нагороди і номінації

### 50th Grammy Awards
| Рік  | Номіновано         | Нагорода                               | Результат |
| ---- | ------------------ | -------------------------------------- | --------- |
| 2008 | "Before He Cheats" | Best Female Country Vocal Performance  | Перемога  |
| 2008 | "Before He Cheats" | Country Song of the Year               | Перемога  |
| 2008 | "Before He Cheats" | Премія «Греммі» за найкращу пісню року | Номінація |

### 33rd People's Choice Awards
| Рік  | Номіновано         | Нагорода              | Результат |
| ---- | ------------------ | --------------------- | --------- |
| 2007 | "Before He Cheats" | Favorite Country Song | Перемога  |

### 2007 CMT Music Awards
| Рік  | Номіновано         | Нагорода                 | Результат |
| ---- | ------------------ | ------------------------ | --------- |
| 2007 | "Before He Cheats" | Video of the Year        | Перемога  |
| 2007 | "Before He Cheats" | Female Video of the Year | Перемога  |

### 2007 Academy of Country Music Awards
| Рік  | Номіновано         | Нагорода                | Результат |
| ---- | ------------------ | ----------------------- | --------- |
| 2007 | "Before He Cheats" | Music Video of the Year | Перемога  |
| 2007 | "Before He Cheats" | Song of the Year        | Номінація |
| 2007 | "Before He Cheats" | Single of the Year      | Номінація |

### 2007 MTV Video Music Awards
| Рік  | Номіновано         | Нагорода        | Результат |
| ---- | ------------------ | --------------- | --------- |
| 2007 | "Before He Cheats" | Best New Artist | Номінація |

### 2007 Country Music Association Awards
| Рік  | Номіновано         | Нагорода                | Результат |
| ---- | ------------------ | ----------------------- | --------- |
| 2007 | "Before He Cheats" | Single of the Year      | Перемога  |
| 2007 | "Before He Cheats" | Song of the Year        | Номінація |
| 2007 | "Before He Cheats" | Music Video of the Year | Номінація |

### 2007 ASCAP Country Music Awards
| Рік  | Номіновано         | Нагорода                        | Результат |
| ---- | ------------------ | ------------------------------- | --------- |
| 2007 | "Before He Cheats" | Song of the Year                | Перемога  |
| 2007 | "Before He Cheats" | Most Performed Song of the Year | Перемога  |

### 2007 Teen Choice Awards
| Рік  | Номіновано         | Нагорода             | Результат |
| ---- | ------------------ | -------------------- | --------- |
| 2007 | "Before He Cheats" | Choice Payback Track | Номінація |

## Музичне відео

Сцена з вибухами у відеокліпі

Музичне відео зрежисерував Роман Вайт. Ранні сцени відеокліпу, в яких показується натовп на вузькій вулиці та Андервуд на автомобільній стоянці, були зняті біля Алеї Прінтера в центрі Нашвілла штату Теннессі. Фінальна сцена із вибухами скла та лампочок була знята на Четвертій авеню північніше Церковної вулиці в Нашвіллі.
Музичне відео дебютувало на 1 місце чарту каналу GAC, що стало першим прецедентом в історії каналу. Для Андервуд це стало третім відеокліпом, котрий досяг першого місця чарту GAC. Музичне відео також встановило рекорд на каналі CMT, пробудучи на першому місці чарту Top Twenty Countdown 5 послідовних тижнів. У грудні 2006 канал CMT поставив відеокліп на перше місце списку 20-и найкращих відеокліпів 2006. Тоді ж канал GAC назвав музичне відео «Before He Cheats» другим найкращим відеокліпом 2006 у своєму списку Video of the Year for 2006 після відео до пісні Трейсі Едкінса  «Honky Tonk Badonkadonk». Відеокліп дебютував на 15 місце VSpot Top 20 Countdown та згодом досяг 4 позиції.
У квітні 2007 відеокліп транслювали по телевізійному серіалі MTV Total Request Live. Це стало другим музичним відео кантрі-виконавця, яке показували у цьому серіалі після пісні Джессіки Сімпсон «These Boots Are Made for Walkin'». 16 квітня 2007 на церемонії нагородження CMT Music Awards музичне відео виграло у трьох категоріях: Video of the Year, Female Video of the Year та Director of the Year. Андервуд стала першою в історії жінкою, яка виграла в номінації Video of the Year. Відеокліп також був номінований на 2007 Country Music Association Awards у категорії Music Video of the Year та на 2007 MTV Video Music Award у категорії Best New Artist.
Станом на травень 2018 музичне відео мало 98 мільйонів переглядів на відеохостингу YouTube.

## Чарти
Вперше на чартах пісня з'явилася у лютому 2006. На той час композиція не була випущена як офіційний сингл, проте багато кантрі-радіостанцій почали запускати її на свої ефіри. Таким чином пісня дебютувала на 59 місце чарту Billboard Hot Country Songs. На час коли пісня офіційно вийшла у якості синглу платівки в серпні 2006, композиція вже провела на чарті 20 послідовних тижнів та досягла 49 позиції. З офіційним релізом сингл швидко почав просуватися по кантрі-чарту і досяг 1 місця в листопаді 2006, де пробув 6 послідовних тижнів. Пісня стала 3-м синглом Андервуд, який досяг 1 місця на американському кантрі-чарті. Сингл дебютував на 92 місце чарту Billboard Hot 100 і в листопаді досяг 16 місця. Наприкінці 2006 пісня почала потрохи спускатися вниз на чартах.
Проте в лютому 2007 після виграшу на Греммі поп-радіостанції почали знову запускати пісню в ефіри. У травні 2007 сингл досяг своєї пікової позиції на 8 місці чарту Billboard Hot 100, опісля 38 тижнів чартування. Це стало найдовшим просуванням треку до топу-10 в історії чарту. Після проведення на чарті Billboard Hot 100 64 послідовних тижнів, сингл почав падати у позиціях у листопаді 2007. Сингл є одним із найдовше чартованих хітом в історії Billboard та 3-м найдовше чартованим хітом 2000-го десятиліття.
Тижневі чарти
| Чарт (2006-14)                         | Місце |
| -------------------------------------- | ----- |
| Canadian Hot 100                       | 4     |
| Canada Country (Billboard)             | 4     |
| Canada AC (Billboard)                  | 8     |
| Canada CHR/Top 40 (Billboard)          | 8     |
| Canada Hot AC (Billboard)              | 2     |
| Irish Singles and Albums Charts (IRMA) | 98    |
| U.S. Billboard Hot 100                 | 8     |
| U.S. Billboard Hot Country Songs       | 1     |
| U.S. Billboard Adult Top 40            | 5     |
| U.S. Billboard Adult Contemporary      | 6     |
| U.S. Billboard Mainstream Top 40       | 9     |

Річні чарти
| Чарт (2006)                      | Місце |
| -------------------------------- | ----- |
| U.S. Billboard Hot Country Songs | 37    |

| Чарт (2007)                      | Місце |
| -------------------------------- | ----- |
| U.S. Billboard Billboard Hot 100 | 6     |
| U.S. Billboard Hot Country Songs | 51    |

## Продажі
| Країна                | Сертифікація (таблиця продажів та сертифікатів) | Продажі    |
| --------------------- | ----------------------------------------------- | ---------- |
| Канада (Music Canada) | Платина                                         | +80,000    |
| США (RIAA)            | 5× Платина                                      | +4,312,000 |